# Friedrich von Hegnenberg-Dux

Friedrich von Hegnenberg-Dux

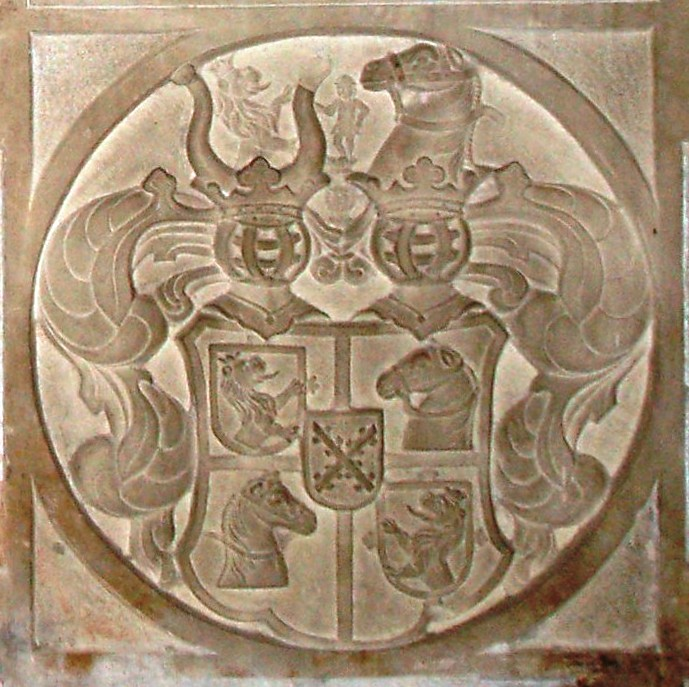
Familienwappen

Friedrich Adam Johann Justus Graf von Hegnenberg-Dux (* 2. September 1810 in Hof Hegnenberg bei Fürstenfeldbruck; † 2. Juni 1872 in München) war ein bayerischer Gutsbesitzer und Politiker aus dem bayerischen Hochadel. Er war unter anderem Außenminister und Vorsitzender im Ministerrat des Königreiches Bayern.

## Herkunft und wirtschaftliche Aktivitäten
Friedrich von Hegnenberg-Dux, der einer illegitimen Linie des bayerischen Herrscherhauses entstammte (Georg von Hegnenberg, genannt Dux [=Herzog], * um 1509, † 1589, war ein unehelicher Sohn des Herzogs Wilhelm IV. von Bayern und der Margarete Hausner von Stettberg), studierte an der Universität Würzburg Jura und Medizin. Nach dem Tod seines Vaters Georg Maximilian Joseph von Hegnenberg-Dux (1775–1835) übernahm er 1835 die Hofmark Hegnenberg mit den dazugehörigen Wirtschaftsbetrieben. Seine Mutter war Maria Anna, geborene von Seinsheim (1774–1848).
Im Jahre 1869 gehörte von Hegnenberg-Dux zum Gründerkreis der Bayerischen Vereinsbank. Von 1869 bis 1871 wurde die durch den Verwaltungsrat aus dem Gründerkreis geleitet. In dieser Zeit fungierte er als Präsident des Verwaltungsrats.

## Politische Aktivitäten
Als Mitglied der liberalen Partei wurde er als ein Vertreter der adeligen Gutsbesitzer 1845 in die Kammer der Abgeordneten des Bayerischen Landtages gewählt und hatte von 1847 an die Stelle des Zweiten Präsidenten der Kammer inne. Nach einem Intermezzo als Mitglied von Frankfurter Vorparlament und Nationalversammlung blieb er bis zu seinem Rücktritt am 27. März 1865 Erster Präsident der Zweiten Kammer.
Neben Gustav Freiherr von Lerchenfeld gehörte er zu den liberalen Führern des Landtages, die wesentlich zum Sturz des Ministeriums Pfordten/Reigersberg 1859 beitrugen.
Bereits im Ruhestand, wurde er am 21. August 1871 nach dem Rücktritt von Otto von Bray-Steinburg von König Ludwig II. als Mann des Ausgleichs zum Staatsminister des Äußeren und Vorsitzenden im Ministerrat berufen. Das Königreich Bayern war kurz zuvor dem neuen Deutschen Reich beigetreten.
Der Historiker Doeberl bezeichnete ihn als einen „der feinsten politischen Köpfe, die Bayern im vergangenen Jahrhundert besessen hat, von ruhiger Sachlichkeit und klarer Gedankenführung, reich an Sarkasmus und treffendem Witz“. Er starb, nach nicht einmal einem Jahr im Amt, am 2. Juni 1872. Neuer Vorsitzender im Ministerrat und Außenminister wurde Adolph von Pfretzschner.

## Familie
Hegnenberg-Dux war seit 1857 mit Josephine von Gebsattel (1812–1866) verheiratet; aus der Ehe gingen zwei Kinder hervor:
- Lothar von Hegnenberg-Dux 1847–1902
- Maria Amalie von Hegnenberg-Dux 1853–1940